# Drenča
Drenča (en serbio cirílico : Дренча) es un pueblo de Serbia, situado en el municipio de Aleksandrovac, en el distrito de Rasina. En el censo de 2011 contaba con 260 habitantes.

## Demografía
| 1948 | 1953 | 1961 | 1971 | 1981 | 1991 | 2002 | 2011 |
| ---- | ---- | ---- | ---- | ---- | ---- | ---- | ---- |
| 553  | 573  | 559  | 296  | 275  | 299  | 255  | 260  |